# Couroupita
Couroupita là một chi thực vật có hoa trong họ Lecythidaceae.

## Loài
Theo The Plant List chi Couroupita gồm các loài:
- Couroupita guianensis - đầu lân
- Couroupita nicaraguarensis – Bala De Cañón, Coco De Mono, Paraíso, Zapote De Mico, or Zapote De Mono
- Couroupita subsessilis